# Vallée de Dzyzlan
Dzyzlan Vallis
Pour les articles homonymes, voir Dzyzlan.
La vallée de Dzyzlan (désignation internationale : Dzyzlan Vallis) est une vallée située sur Vénus dans le quadrangle de Maat Mons. Elle a été nommée en référence à Dzyzlan, déesse abkhaze des cours d'eau.